# 系外行星學
系外行星學（英語：Exoplanetology，或 Exoplanetary science）是與太陽系外行星相關的科學研究學門。該學門涉及天體生物學、天文物理學、天文學、行星科學、地球化學、天文化學和行星地質學。

## 概要
第一个系外行星在1995年10月6日被检测到的，并被命名为飞马座51b。系外行星學是研究與太陽系外行星相關的物理學、地球化學與生物學。當發現太陽系外行星的凌星現象時，系外行星學作為一門科學誕生了。
统计调查和个体特征是解决在系外行星学根本问题的关键。直到2015年11月，各种技术被用于发现2002顆太陽系外行星。系外行星學這個新領域目前著重於搜尋太陽系外行星的技術（參見系外行星偵測法）。不過當越來越多的太陽系外行星被發現，這個領域轉變為對太陽系外行星更深入的研究，並且終究會和尋找太陽系外生命相結合。

## 偵測法

### 直接成像

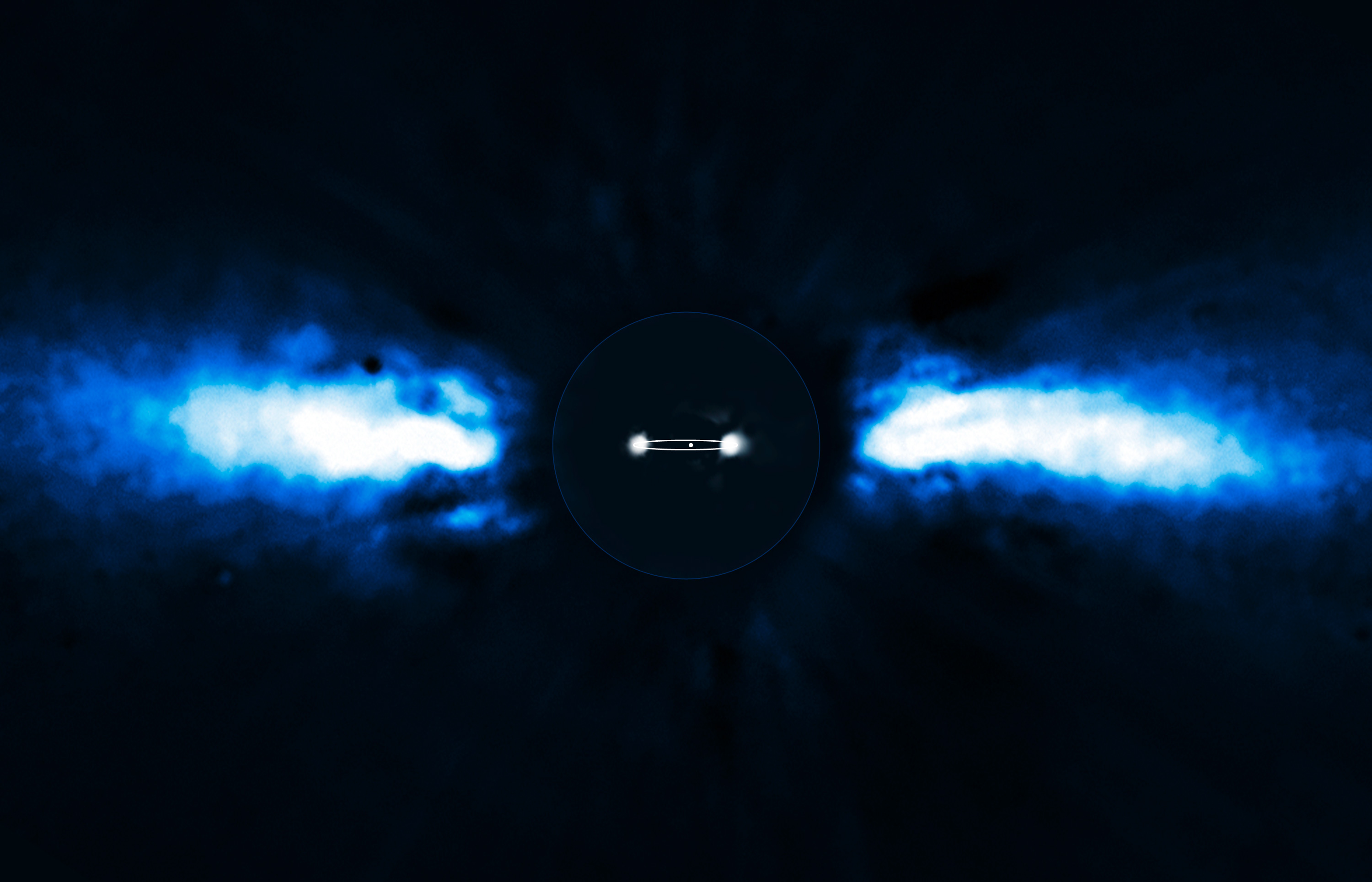
直接成像的行星繪架座βb.

與它們的母星相比，系外行星非常微弱。 例如，一顆類似太陽的恆星比任何圍繞它運行的系外行星的反射光亮約10億倍。 很難探測到這樣一個微弱的光源，而且母星會產生強光，往往會把它洗掉。 有必要阻擋來自母星的光以減少眩光，同時讓來自行星的光保持可探測性； 這樣做是一項重大的技術挑戰，需要極高的光熱穩定性。 所有被直接成像的系外行星都很大（比木星質量更大）並且與它們的母星相距很遠。

## 外部連結
- Kentucky Space Exoplanetology （页面存档备份，存于）